# Ženščiny
Ženščiny (Женщины) è un film del 1966 diretto da Pavel Grigor'evič Ljubimov.